# Општина Копалау (Ботошани)
Копалау (рум. Copălău) општина је у Румунији у округу Ботошани.
Oпштина се налази на надморској висини од 98 m.